# Calvin Bassey
Calvin Bassey Ughelumba (Aosta, 31 dicembre 1999) è un calciatore inglese naturalizzato nigeriano, difensore del Fulham e della nazionale nigeriana.

## Caratteristiche tecniche
Di ruolo terzino sinistro, può giocare anche come difensore centrale in una difesa a 4. Fa della fisicità e della velocità le sue caratteristiche di forza. In fase offensiva si distingue per essere un buon assist-man, anche per via della sua capacità di andare sul fondo e crossare.

## Carriera

### Club

#### Giovanili e Rangers
Nato in Italia da genitori di origine nigeriana, si trasferisce in Inghilterra in giovane età dove entra a far parte del settore giovanile del Leicester City nel 2015. Nel 2020 viene ceduto al Rangers con cui debutta fra i professionisti il 9 agosto giocando l'incontro di Scottish Premiership vinto 3-0 contro il St. Mirren. Il 29 novembre segna la sua prima rete nell'incontro di Scottish League Cup vinto 4-0 contro il Falkirk.

#### Ajax
Il 20 luglio 2022 viene acquistato dall'Ajax.

#### Fulham
Il 28 luglio firma un quadriennale con il Fulham.

### Nazionale
Nel settembre 2021 riceve la sua prima convocazione da parte della nazionale nigeriana. Fa il suo esordio con quest'ultima il 25 marzo 2022 nel pareggio per 0-0 contro il Ghana.

## Statistiche

### Presenze e reti nei club
Statistiche aggiornate al 25 maggio 2025.
| Stagione        | Squadra         | Campionato      | Campionato | Campionato | Coppe nazionali | Coppe nazionali | Coppe nazionali | Coppe continentali | Coppe continentali | Coppe continentali | Altre coppe | Altre coppe | Altre coppe | Totale | Totale | Totale |
| Stagione        | Squadra         | Comp            | Pres       | Reti       | Comp            | Pres            | Reti            | Comp               | Pres               | Reti               | Comp        | Pres        | Reti        | Pres   | Reti   |        |
| --------------- | --------------- | --------------- | ---------- | ---------- | --------------- | --------------- | --------------- | ------------------ | ------------------ | ------------------ | ----------- | ----------- | ----------- | ------ | ------ | ------ |
| 2020-2021       | Rangers         | SP              | 8          | 0          | CS+CdL          | 1+2             | 0+1             | UEL                | 4                  | 0                  | -           | -           | -           | 15     | 1      |        |
| 2021-2022       | Rangers         | SP              | 29         | 0          | CS+CdL          | 3+3             | 0+0             | UEL                | 15                 | 0+0                | -           | -           | -           | 50     | 0      |        |
| Totale Rangers  | Totale Rangers  | Totale Rangers  | 37         | 0          |                 | 9               | 1               |                    | 19                 | 0                  |             | -           | -           | 65     | 1      |        |
| 2022-2023       | Ajax            | ED              | 25         | 1          | CO              | 5               | 0               | UCL+UEL            | 6+2                | 0+0                | SO          | 1           | 0           | 39     | 1      |        |
| 2023-2024       | Fulham          | PL              | 29         | 1          | FACup+CdL       | 0+3             | 0+0             | -                  | -                  | -                  | -           | -           | -           | 32     | 1      |        |
| 2024-2025       | Fulham          | PL              | 35         | 1          | FACup+CdL       | 2+0             | 1+0             | -                  | -                  | -                  | -           | -           | -           | 37     | 2      |        |
| Totale Fulham   | Totale Fulham   | Totale Fulham   | 64         | 2          |                 | 5               | 1               |                    | -                  | -                  |             | -           | -           | 69     | 3      |        |
| Totale carriera | Totale carriera | Totale carriera | 126        | 3          |                 | 19              | 2               |                    | 27                 | 0                  |             | 1           | 0           | 173    | 5      |        |

### Cronologia presenze e reti in nazionale
| Cronologia completa delle presenze e delle reti in nazionale ― Nigeria | Cronologia completa delle presenze e delle reti in nazionale ― Nigeria | Cronologia completa delle presenze e delle reti in nazionale ― Nigeria | Cronologia completa delle presenze e delle reti in nazionale ― Nigeria | Cronologia completa delle presenze e delle reti in nazionale ― Nigeria | Cronologia completa delle presenze e delle reti in nazionale ― Nigeria | Cronologia completa delle presenze e delle reti in nazionale ― Nigeria | Cronologia completa delle presenze e delle reti in nazionale ― Nigeria |
| Data                                                                   | Città                                                                  | In casa                                                                | Risultato                                                              | Ospiti                                                                 | Competizione                                                           | Reti                                                                   | Note                                                                   |
| ---------------------------------------------------------------------- | ---------------------------------------------------------------------- | ---------------------------------------------------------------------- | ---------------------------------------------------------------------- | ---------------------------------------------------------------------- | ---------------------------------------------------------------------- | ---------------------------------------------------------------------- | ---------------------------------------------------------------------- |
| 25-3-2022                                                              | Kumasi                                                                 | Ghana                                                                  | 0 – 0                                                                  | Nigeria                                                                | Qual. Mondiali 2022                                                    | -                                                                      | 74’                                                                    |
| 29-3-2022                                                              | Abuja                                                                  | Nigeria                                                                | 1 – 1                                                                  | Ghana                                                                  | Qual. Mondiali 2022                                                    | -                                                                      | 88’                                                                    |
| 28-5-2022                                                              | Arlington                                                              | Messico                                                                | 2 – 1                                                                  | Nigeria                                                                | Amichevole                                                             | -                                                                      |                                                                        |
| 3-6-2022                                                               | Harrison                                                               | Ecuador                                                                | 1 – 0                                                                  | Nigeria                                                                | Amichevole                                                             | -                                                                      |                                                                        |
| 9-6-2022                                                               | Abuja                                                                  | Nigeria                                                                | 2 – 1                                                                  | Sierra Leone                                                           | Qual. Coppa d'Africa 2023                                              | -                                                                      |                                                                        |
| 13-6-2022                                                              | Agadir                                                                 | São Tomé e Príncipe                                                    | 0 – 10                                                                 | Nigeria                                                                | Qual. Coppa d'Africa 2023                                              | -                                                                      | 71’                                                                    |
| 27-9-2022                                                              | Bir El Djir                                                            | Algeria                                                                | 2 – 1                                                                  | Nigeria                                                                | Amichevole                                                             | -                                                                      | 90+2’                                                                  |
| 17-11-2022                                                             | Lisbona                                                                | Portogallo                                                             | 4 – 0                                                                  | Nigeria                                                                | Amichevole                                                             | -                                                                      |                                                                        |
| 24-3-2023                                                              | Abuja                                                                  | Nigeria                                                                | 0 – 1                                                                  | Guinea-Bissau                                                          | Qual. Coppa d'Africa 2023                                              | -                                                                      |                                                                        |
| 18-6-2023                                                              | Monrovia                                                               | Sierra Leone                                                           | 2 – 3                                                                  | Nigeria                                                                | Qual. Coppa d'Africa 2023                                              | -                                                                      | 90+3’                                                                  |
| 10-9-2023                                                              | Uyo                                                                    | Nigeria                                                                | 6 – 0                                                                  | São Tomé e Príncipe                                                    | Qual. Coppa d'Africa 2023                                              | -                                                                      |                                                                        |
| 13-10-2023                                                             | Portimão                                                               | Arabia Saudita                                                         | 2 – 2                                                                  | Nigeria                                                                | Amichevole                                                             | -                                                                      |                                                                        |
| 16-10-2023                                                             | Albufeira                                                              | Mozambico                                                              | 2 – 3                                                                  | Nigeria                                                                | Amichevole                                                             | -                                                                      | 75’                                                                    |
| 16-11-2023                                                             | Uyo                                                                    | Nigeria                                                                | 1 – 1                                                                  | Lesotho                                                                | Qual. Mondiali 2026                                                    | -                                                                      |                                                                        |
| 19-11-2023                                                             | Butare                                                                 | Zimbabwe                                                               | 1 – 1                                                                  | Nigeria                                                                | Qual. Mondiali 2026                                                    | -                                                                      | 45’                                                                    |
| 8-1-2024                                                               | Abu Dhabi                                                              | Guinea                                                                 | 2 – 0                                                                  | Nigeria                                                                | Amichevole                                                             | -                                                                      | 73’                                                                    |
| 14-1-2024                                                              | Abidjan                                                                | Nigeria                                                                | 1 – 1                                                                  | Guinea Equatoriale                                                     | Coppa d'Africa 2023 - 1º turno                                         | -                                                                      | 83’                                                                    |
| 18-1-2024                                                              | Abidjan                                                                | Costa d'Avorio                                                         | 0 – 1                                                                  | Nigeria                                                                | Coppa d'Africa 2023 - 1º turno                                         | -                                                                      |                                                                        |
| 22-1-2024                                                              | Abidjan                                                                | Guinea-Bissau                                                          | 0 – 1                                                                  | Nigeria                                                                | Coppa d'Africa 2023 - 1º turno                                         | -                                                                      | 90+4’                                                                  |
| 27-1-2024                                                              | Abidjan                                                                | Nigeria                                                                | 2 – 0                                                                  | Camerun                                                                | Coppa d'Africa 2023 - Ottavi di finale                                 | -                                                                      |                                                                        |
| 2-2-2024                                                               | Abidjan                                                                | Nigeria                                                                | 1 – 0                                                                  | Angola                                                                 | Coppa d'Africa 2023 - Quarti di finale                                 | -                                                                      | 55’                                                                    |
| 7-2-2024                                                               | Bouaké                                                                 | Nigeria                                                                | 1 – 1 dts (4 – 2 dtr)                                                  | Sudafrica                                                              | Coppa d'Africa 2023 - Semifinale                                       | -                                                                      |                                                                        |
| 12-2-2024                                                              | Abidjan                                                                | Nigeria                                                                | 1 – 2                                                                  | Costa d'Avorio                                                         | Coppa d'Africa 2023 - Finale                                           | -                                                                      |                                                                        |
| 7-6-2024                                                               | Uyo                                                                    | Nigeria                                                                | 1 – 1                                                                  | Sudafrica                                                              | Qual. Mondiali 2026                                                    | -                                                                      |                                                                        |
| 10-6-2024                                                              | Abidjan                                                                | Benin                                                                  | 2 – 1                                                                  | Nigeria                                                                | Qual. Mondiali 2026                                                    | -                                                                      |                                                                        |
| 7-9-2024                                                               | Uyo                                                                    | Nigeria                                                                | 3 – 0                                                                  | Benin                                                                  | Qual. Coppa d'Africa 2025                                              | -                                                                      | 39’ 63’                                                                |
| 10-9-2024                                                              | Kigali                                                                 | Ruanda                                                                 | 0 – 0                                                                  | Nigeria                                                                | Qual. Coppa d'Africa 2025                                              | -                                                                      |                                                                        |
| 11-10-2024                                                             | Uyo                                                                    | Nigeria                                                                | 1 – 0                                                                  | Libia                                                                  | Qual. Coppa d'Africa 2025                                              | -                                                                      |                                                                        |
| 14-11-2024                                                             | Abidjan                                                                | Benin                                                                  | 1 – 1                                                                  | Nigeria                                                                | Qual. Coppa d'Africa 2025                                              | -                                                                      |                                                                        |
| 21-3-2025                                                              | Kigali                                                                 | Ruanda                                                                 | 0 – 2                                                                  | Nigeria                                                                | Qual. Mondiali 2026                                                    | -                                                                      |                                                                        |
| 25-3-2025                                                              | Uyo                                                                    | Nigeria                                                                | 1 – 1                                                                  | Zimbabwe                                                               | Qual. Mondiali 2026                                                    | -                                                                      |                                                                        |
| Totale                                                                 |                                                                        | Presenze                                                               | 31                                                                     |                                                                        | Reti                                                                   | 0                                                                      |                                                                        |

## Palmarès

### Club
- Campionato scozzese: 1

Rangers: 2020-2021
- Coppa di Scozia: 1

Rangers: 2021-2022

### Individuale
- Squadra della stagione della UEFA Europa League: 1

2021-2022